# Gebandeerde cotinga
De gebandeerde cotinga (Pipreola arcuata) is een zangvogel uit de familie Cotingidae (cotinga's).

## Verspreiding en leefgebied
Deze soort komt voor van Venezuela tot Bolivia en telt twee ondersoorten:
- P. a. arcuata: van noordelijk Colombia en noordwestelijk Venezuela tot noordelijk Peru.
- P. a. viridicauda: zuidoostelijk Peru en westelijk Bolivia.

## Status
De grootte van de populatie is niet gekwantificeerd maar de soort wordt omschreven als algemeen. Op de Rode lijst van de IUCN heeft deze soort de status niet bedreigd.